# 新城市立舟着小学校
新城市立舟着小学校（しんしろしりつ ふなつけしょうがっこう）は、愛知県新城市にある公立小学校。

## 沿革
- 1973年4月1日 - 市川（13名）・日吉（103名）両小学校が統合し、新城市立舟着小学校が設立された（児童数116名、学級数6学級）
- 1974年4月1日 - 吉川小学校（64名）を統合（児童数180名、学級数6学級）
- 1975年3月8日 - 体育館竣工
- 1975年7月26日 - プール竣工　※5本のケヤキ植樹
- 1979年12月25日 - 健康優良学校県優秀校表彰を受ける
- 1980年11月3日 - 全国健康優良学校中央表彰・健康優良学校・健康優良学校特別優秀校表彰を受ける
- 1981年7月13日 - 鉄筋2階建て新校舎竣工（竣工を祝う報告会）
- 1982年2月22日 - 校舎竣工記念碑「たくましい舟っ子」除幕
- 1982年3月19日 - 校歌碑除幕
- 1985年6月19日 - FBC春花壇中央審査で優秀小学館賞受賞
- 1986年7月26日 - 吉川地区へ「地域ふれあい花壇」を設置
- 1988年4月21日 - FBC春花壇優良賞受賞　※巨峰の木を植える
- 1989年4月21日 - FBC春花壇中部善意銀行賞受賞
- 1998年9月4日 - コンピュータ（9台）を設置
- 1999年10月28日 - インターネット設置
- 1999年11月25日 - プール改修
- 2000年8月10日 - 「わくわくランド」ビオトープ完成
- 2001年3月16日 - 「ぶどうのこみち」デラウェア植樹式
- 2003年11月22日 - 開校30周年を祝う会、記念学習発表会
- 2004年2月28日 - わくわくランド改修完了、記念式典
- 2005年11月10日 - 全国学校体育最優秀校（文部科学大臣賞）表彰を受ける
- 2006年10月27日 - 環境教育優良校の表彰を受ける

## 教育目標
知・徳・体の調和のとれた人間性豊かな子どもの育成をめざす。

### 校訓
- たかく - たかい理想・希望・目標をもち, 格調高い人格の形成をめざす。
- つよく - つよい身体・精神・勇気をもち, 粘り強い挑戦の心を持ち続ける。
- ゆたかに - ひろい心・視野をもち, はば広く人のことを思い, 明るく生きる。

## 所在地
- 〒441-1322　愛知県新城市日吉字小袋13

## 通学区域
新城市日吉、吉川、市川の3地区
※ 合併により、市川地区は鳳来中部小学校の方が距離が近くなったが、歴史的経緯から舟着小学校区を継続している。

## アクセス
- 新城市Sバス吉川市川線（平日のみ運行）「舟着小学校前」停留所下車。

## 備考
- 卒業生は、新城市立新城中学校に進学。
- 戦後、現在の舟着小学校と同じ学区で八名郡舟着村立舟着中学校があったが、新城市制直前の1957年（昭和32年）に舟着中は新城中に併合された。